# Marc Ravalomanana
Marc Ravalomanana (født 12. december 1949) var Madagaskars præsident fra 2002 til 2009.

## Den Politiske Krise i Malagasy
Antananarivos borgmester, Andry Rajoelina, kritiserede Marc for at være en diktator, tyv og korrupt. Konsekvenserne for disse udtalelser blev en afsættelse beordret af Marc; den skulle dog vise at være i strid med grundloven, og Marc blev dermed afsat fra præsidentposten. 